# 乌利亚斯特雷利
乌利亚斯特雷利，是西班牙加泰罗尼亚巴塞罗那省的一个市镇。总面积7平方公里，总人口2030人（2013年），人口密度282人/平方公里。